# Chārū
Chārū (persiska: چاهرو, چاه رَكو, Chāh Rūd, چاه رود, Chāhrū, چارو) är en ort i Iran.   Den ligger i provinsen Hormozgan, i den södra delen av landet, 1 000 km söder om huvudstaden Teheran. Chārū ligger 23 meter över havet och antalet invånare är 204.
Terrängen runt Chārū är varierad. Runt Chārū är det ganska glesbefolkat, med 50 invånare per kvadratkilometer. Närmaste större samhälle är Keseh, 8,2 km nordväst om Chārū. Trakten runt Chārū är ofruktbar med lite eller ingen växtlighet.